# Kosmos 2347
Kosmos 2347, ruski mornarički izviđački satelit iz programa Kosmos. Vrste je US-PU (br. 6L).
Lansiran je 9. prosinca 1997. godine u 07:17 s kozmodroma Bajkonura (Tjuratam) u Kazahstanu. Lansiran je u nisku orbitu oko planeta Zemlje raketom nosačem Ciklon-2 11K69. Orbita mu je bila 404 km u perigeju i 418 km u apogeju. Orbitna inklinacija bila mu je 65,03°. Spacetrackov kataloški broj je 25088. COSPARova oznaka je 1997-079-A. Zemlju je obilazio u 92,78 minuta. Pri lansiranju bio je mase 6500 kg. 
Zadaća mu je bila otkriti neprijateljske vojne snage otkrivanjem i trianguliranjem njihovih elektromagnetskih odašiljanja (radio, radar i dr.).
Vratio se u atmosferu 11. prosinca 1999. godine. Dijelovi satelita su se odvojili je kružilo u niskoj orbiti i vratilo u atmosferu još osam komada.

## Vanjske poveznice
- N2YO.com Search Satellite Database
- Celes Trak SATCAT Format Documentation (engl.)
- Kunstman  Arhivirana inačica izvorne stranice od 12. kolovoza 2019. (Wayback Machine) Satellites in Orbit (engl.)